# William Browder
William Browder   (Nova York, 6 de gener de 1934 - Princeton, 19 de febrer de 2025) va ser un matemàtic estatunidenc.

## Biografia
Browder és fill de l'activista polític i antic secretari general (1934-1945) del Partit Comunista dels Estats Units d'Amèrica, Earl Browder (1891-1973). Els seus germans Felix i Andrew també van ser matemàtics destacats. El 1954 es va graduar al Massachusetts Institute of Technology i el 1958 va obtenir el doctorat a la universitat de Princeton. Des de 1964 és professor de la universitat de Princeton.
El seu camp de recerca era la topologia i va fer contribucions fonamentals en teoria de l'homotopia, en grups de transformacions i en topologia de les varietats. Juntament amb Serguei Nóvikov, Dennis Sullivan i C.T.C. Wall, va ser l'introductor de la teoria de la cirurgia per a classificar les varietats multidimensionals. Va mantindre una important col·laboració amb la Societat Americana de Matemàtiques, de la qual va arribar a ser president el bienni 1989-1990.